# 伊予白瀧站
伊予白瀧站（日语：／ Iyo-shirataki eki */?）是位在日本愛媛縣大洲市、隸屬於四國旅客鐵道（JR四國）的鐵路車站。車站編號為S14。現時只停靠普通列車。車站最初稱為「加屋站」，1935年隨予讚本線全線開通而更改站名。由於在北海道石北本線已設有白瀧站，所以本站加設了舊令制國名稱以作識別。
本站是前往白瀧公園的下車站，那裏有日本近最海的瀑布，另外當地於每年的11月23日（即「勤勞感謝之日」）會於舉行「瑠璃姬祭」，吸引不少遊客前來，這一天亦會臨時從伊予大洲站調派職員過來處理車票事宜，其餘時間則為無人站。
2014年7月26日，觀光列車「伊予灘物語」觀光列車開始運行，周末及假日時曾有一班上行列車於停靠，並由當地陶瓷家製造了兩個新的「夢小孩」陶瓷公仔作為觀光車站站長及副站長。而車站外的廣場於早年亦設置了以迷你瀑布及「夢小孩」陶瓷公仔為主題的戶外備置，但因應列車重新編排，自2015年4月4日起，該班次亦不再停靠本站，特急停車的安排亦只維持了半年。

## 車站結構

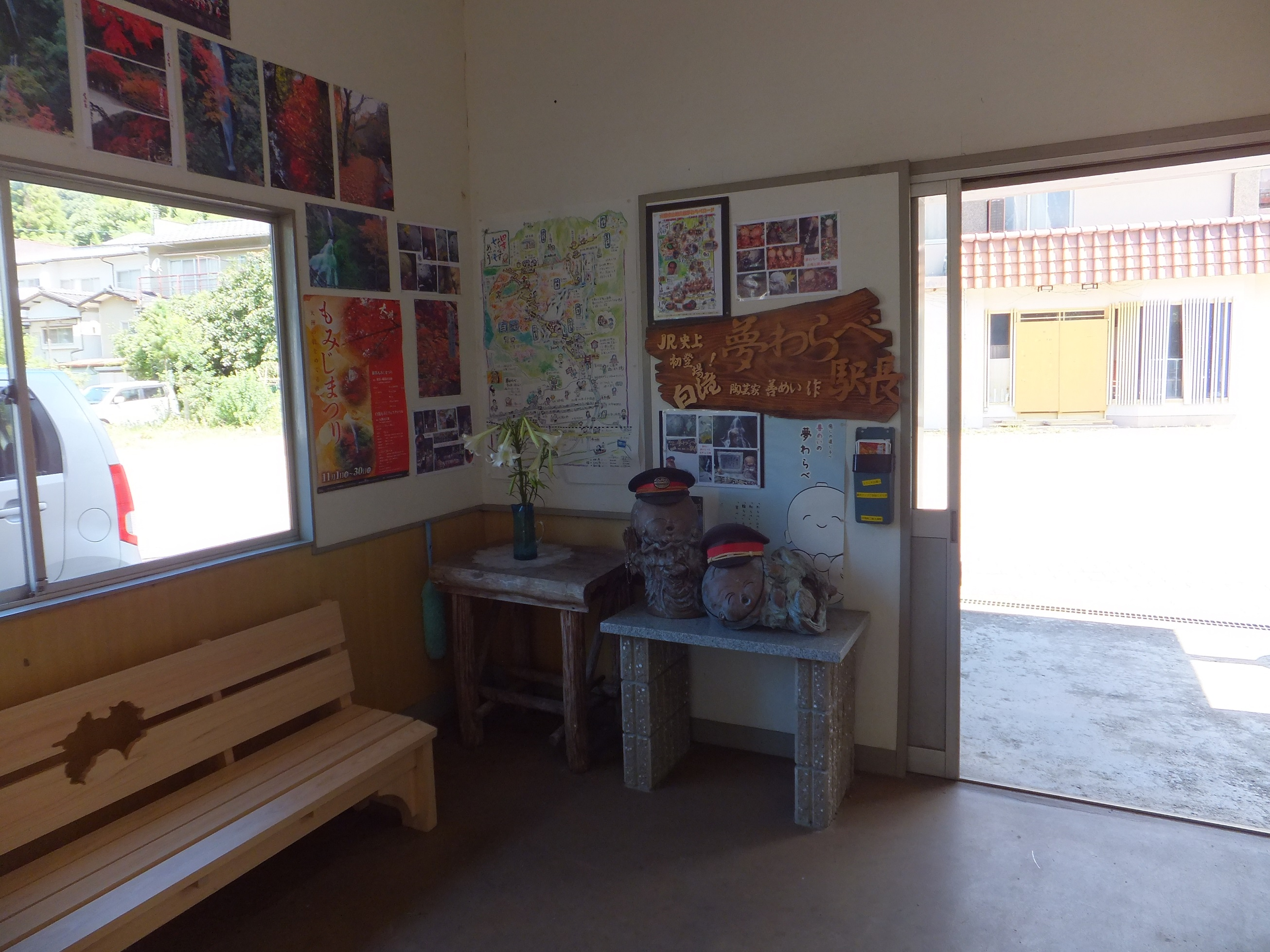
車站內部（2020年8月）

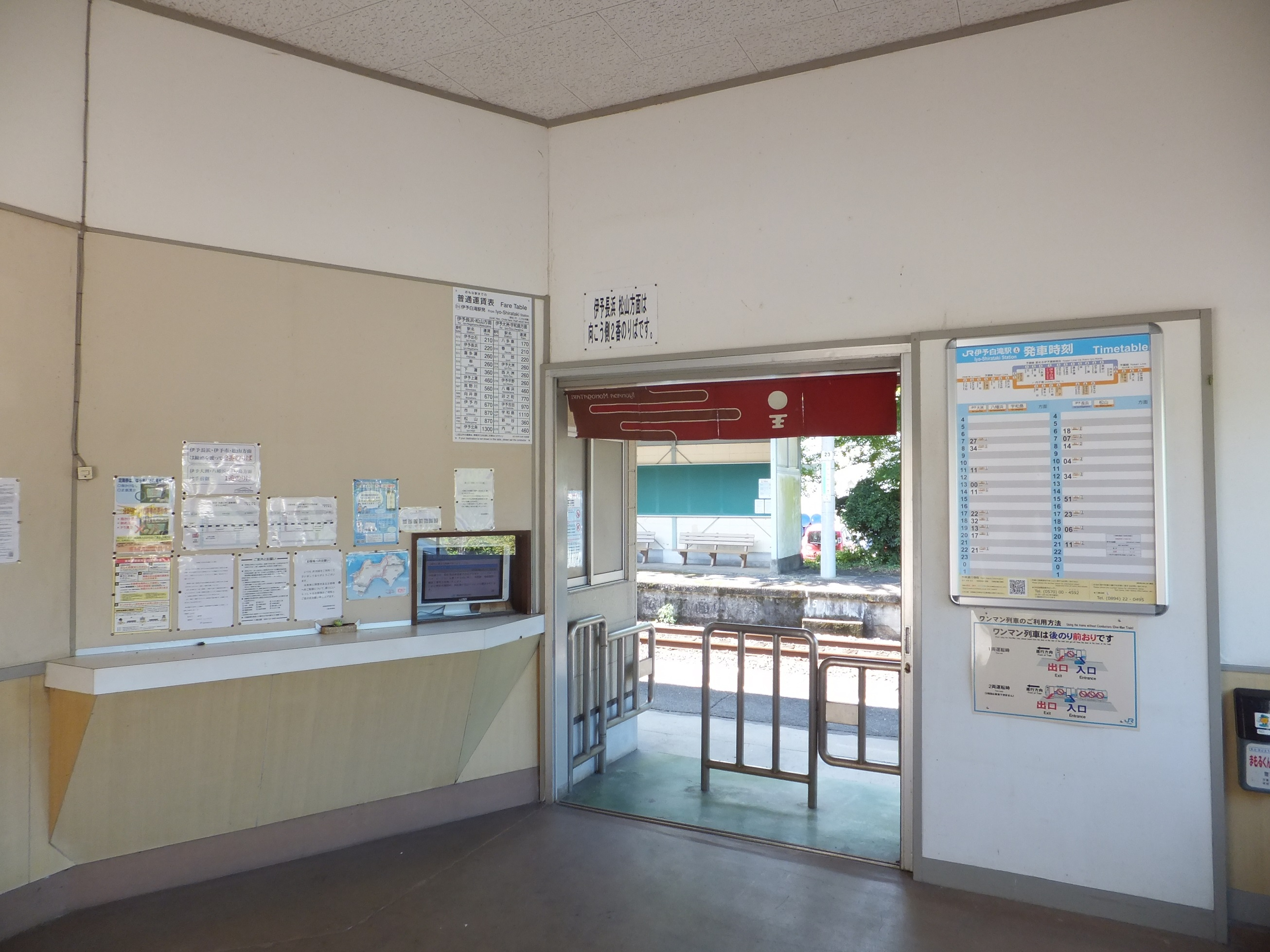
閘口（2020年8月）

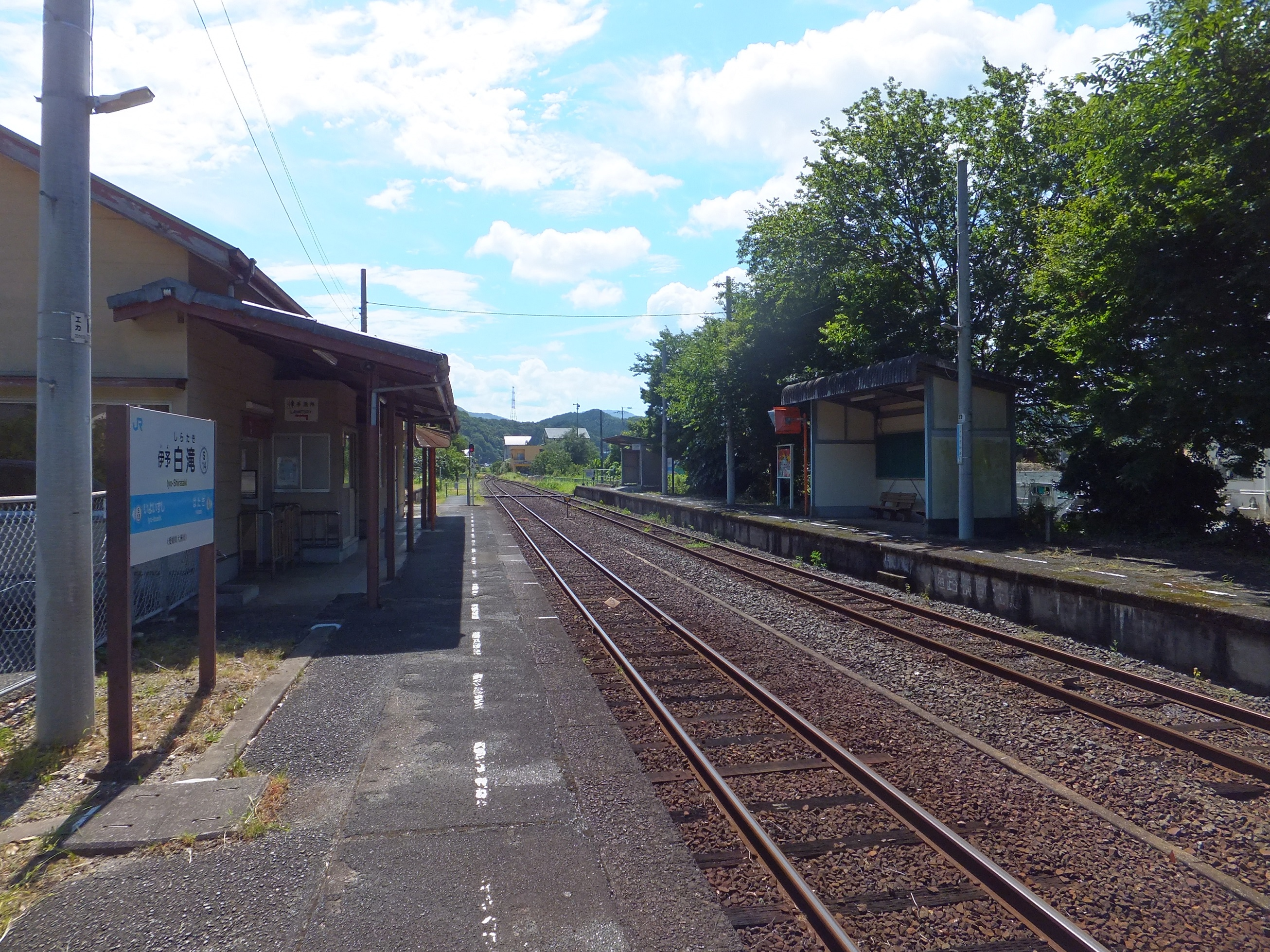
月台（2020年8月）

設有單層木製站舍一座，為1928年遷址至此起便一直使用。設有候車大堂、舊售票處及站務室。1991年因路段改以電子訊號操作單軌區間而順道降為無人站。現時售票窗口已被木板所圍封，而設於改札口旁的驗票窗口亦已封掉，但改札口的閘門則亦保留。洗手間則設於月台內，站舍旁的另一座獨立建築物。
設有側式月台2個，提供2線2面的配置，有效長度為5輛。與新谷站的情況相同，雖然設有2個月台，但並沒有為月台加設月台編號，近站舍的月台為下行月台，離開站舍的為上行月台，兩邊月台均裝置Y型轉轍器，因此沒有主副軌道之分，列車亦全以左側方向靠站。
月台之間以平交道及無障礙斜道連接，位於月台末端向八多喜站方向，由於兩邊月台並不對稱，由站舍一邊的月台離開後，須再向前行約20米的路面才能到達平交道。該段路面為以前貨運車廂所使用的路軌，旁邊仍遺留貨運月台的痕跡，至於上行月台則設有2個開放式有蓋候車亭，同樣設於月台後方向八多喜站方向。

### 月台配置
| 月台 | 路線                    | 方向 | 目的地                       |
| ---- | ----------------------- | ---- | ---------------------------- |
| 1    | ■予讚線（愛之伊予灘線） | 下行 | 伊予大洲、八幡濱、宇和島方向 |
| 2    | ■予讚線（愛之伊予灘線） | 上行 | 伊予長濱、松山方向           |

## 歷史
- 1918年2月14日：隨愛媛鐵道長濱町站（即現時伊予長濱站）～大洲站（即現時伊予大洲站）開業而啟用，最初定名為「加屋站」。
- 1928年7月26日：加屋站遷移至現址。
- 1933年10月1日：愛媛鐵道國有化，改為國鐵屬下車站，並改名為「伊予白瀧站」[9]。
- 1935年10月6日：下灘站至伊予長濱站開通，並改軌道間距。予讚本線全線開通。
- 1986年3月3日：予讚線新線開通，特急列車改經內子線及新線。
- 1987年4月1日：日本國鐵分割民營化，車站的營運由JR四國繼承。
- 1991年11月21日：無人化。
- 2014年7月26日：「伊予灘物語」觀光列車開通，其中一班上行列車停靠本站。
- 2015年4月4日：「伊予灘物語」觀光列車不再停靠本站。

## 相鄰車站
四國旅客鐵道（JR四國）
■予讚線（愛之伊予灘線）
伊予出石（S13）－伊予白瀧（S14）－八多喜（S15）